# Bộ Chu (舟)
Bộ Chu, bộ thứ 137 có nghĩa là "thuyền" là 1 trong 29 bộ có 6 nét trong số 214 bộ thủ Khang Hy.
Trong Từ điển Khang Hy có 197 chữ (trong số hơn 40.000) được tìm thấy chứa bộ này.

## Tự hình Bộ Chu (舟)

Giáp cốt văn
Kim văn
Đại triện
Tiểu triện

## Chữ thuộc Bộ Chu (舟)
| Số nét bổ sung | Chữ                                    |
| -------------- | -------------------------------------- |
| 0              | 舟                                     |
| 2              | 舠                                     |
| 3              | 舡 舢 舣 舤                            |
| 4              | 舥 舦 舧 舨 舩 航 舫 般 舭 舮 舯 舰 舱 |
| 5              | 舲 舳 舴 舵 舶 舷 舸 船 舺 舻          |
| 6              | 舼 舽 舾 舿                            |
| 7              | 艀 艁 艂 艃 艄 艅 艆 艇 艈 艉          |
| 8              | 艊 艋 艌 艍                            |
| 9              | 艎 艏 艐 艑 艒 艓 艔                   |
| 10             | 艕 艖 艗 艘 艙                         |
| 11             | 艚 艛 艜 艝                            |
| 12             | 艞 艟 艠                               |
| 13             | 艡 艢 艣 艤 艥                         |
| 14             | 艦 艧 艨 艩                            |
| 15             | 艪                                     |
| 16             | 艫                                     |
| 17             | 艬                                     |
| 18             | 艭                                     |